# Gregorius Maurus

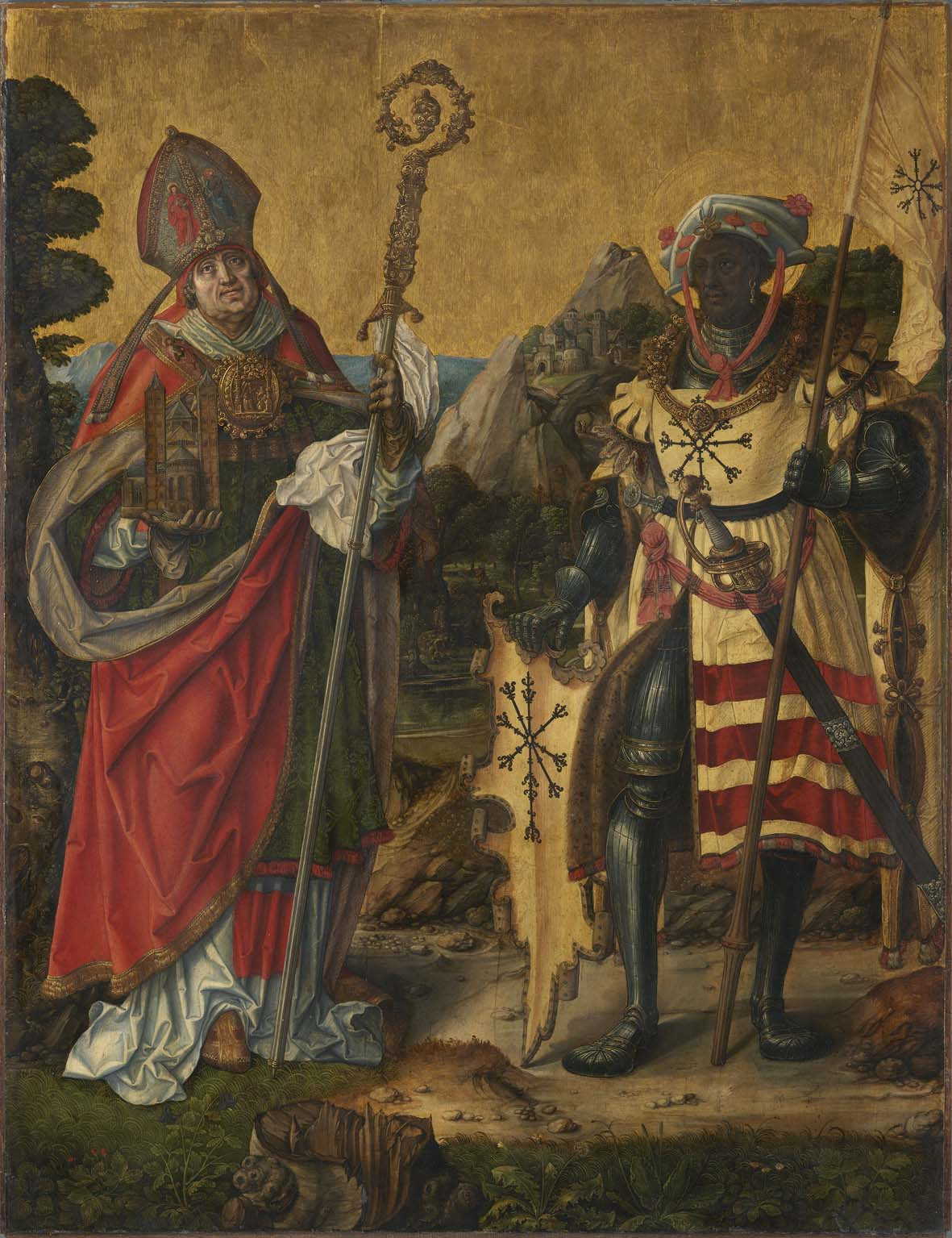
Anton Woensam, Hll. Anno und Gregor der Mohr (Alte Pinakothek, Inv. 1474, Vorderseite)

Gregorius Maurus oder Gregor Maurus († um 300 in Köln) ist ein Heiliger der Römisch-katholischen Kirche. Der Legende nach war er ein Heeresführer der so genannten Thebäischen Legion und wurde unter Kaiser Maximian bzw. Diokletian in Köln zusammen mit seinen Mitstreitern als christlicher Märtyrer hingerichtet. Sein Gedenktag ist der 15. Oktober.

## Legende
Die Legende um Gregorius Maurus steht teilweise in Zusammenhang mit der des bekannteren Heiligen Mauritius, des eigentlichen Anführers der Thebäischen Legion. Maximian, der Mitkaiser Diokletians, soll in Ägypten – damals eine römische Provinz – eine Legion zusammengestellt haben, deren Mitglieder aus Theben in Oberägypten stammten. Sie sollten sein Heer dabei unterstützen, Aufstände in den gallischen und germanischen Provinzen niederzuschlagen. Nachdem sich die Legionäre unter Mauritius dem Befehl zur Christenverfolgung widersetzt oder die Huldigung heidnischer Gottheiten, den Kaiserkult, verweigert hätten, wurden sie dezimiert, also jeder zehnte Soldat hingerichtet.
Das Martyrium der Thebäischen Legion verteilt sich in den Heiligenlegenden räumlich von Oberitalien über die Schweiz (→ Ursus, Victor von Solothurn) bis Xanten am Niederrhein (→ Viktor von Xanten). Der Kölner Teil der Legende, der von fünfzig Märtyrern spricht, ist durch den Historiker und Hagiographen Gregor von Tours aus dem 6. Jahrhundert überliefert.
Im frühen 7. Jahrhundert, spätestens in der Passio S. Gereonis et sociorum von circa 1000, wurde auch die Legende des St. Gereon mit der der Thebäischen Legion verwoben. Gereon sowie Gregorius Maurus als Anführer der inzwischen 360 römischen Soldaten „aus Mauretanien“ sollen sich nun in Köln geweigert haben, Christen zu verfolgen, oder sich dem heidnischen Opfer widersetzt haben. Daraufhin seien sie bei St. Mechtern im heutigen Kölner Stadtteil Ehrenfeld hingerichtet und ihre Leichname in einen Brunnen an der Heerstraße von Köln nach Venlo geworfen worden. An dieser Stelle oder in ihrer Nähe wurde in Folge die Kirche St. Gereon errichtet, die um die Jahrtausendwende auch Ad Aureos Sanctos – „Zu den goldenen Heiligen“ – genannt wurde.

## Reliquien

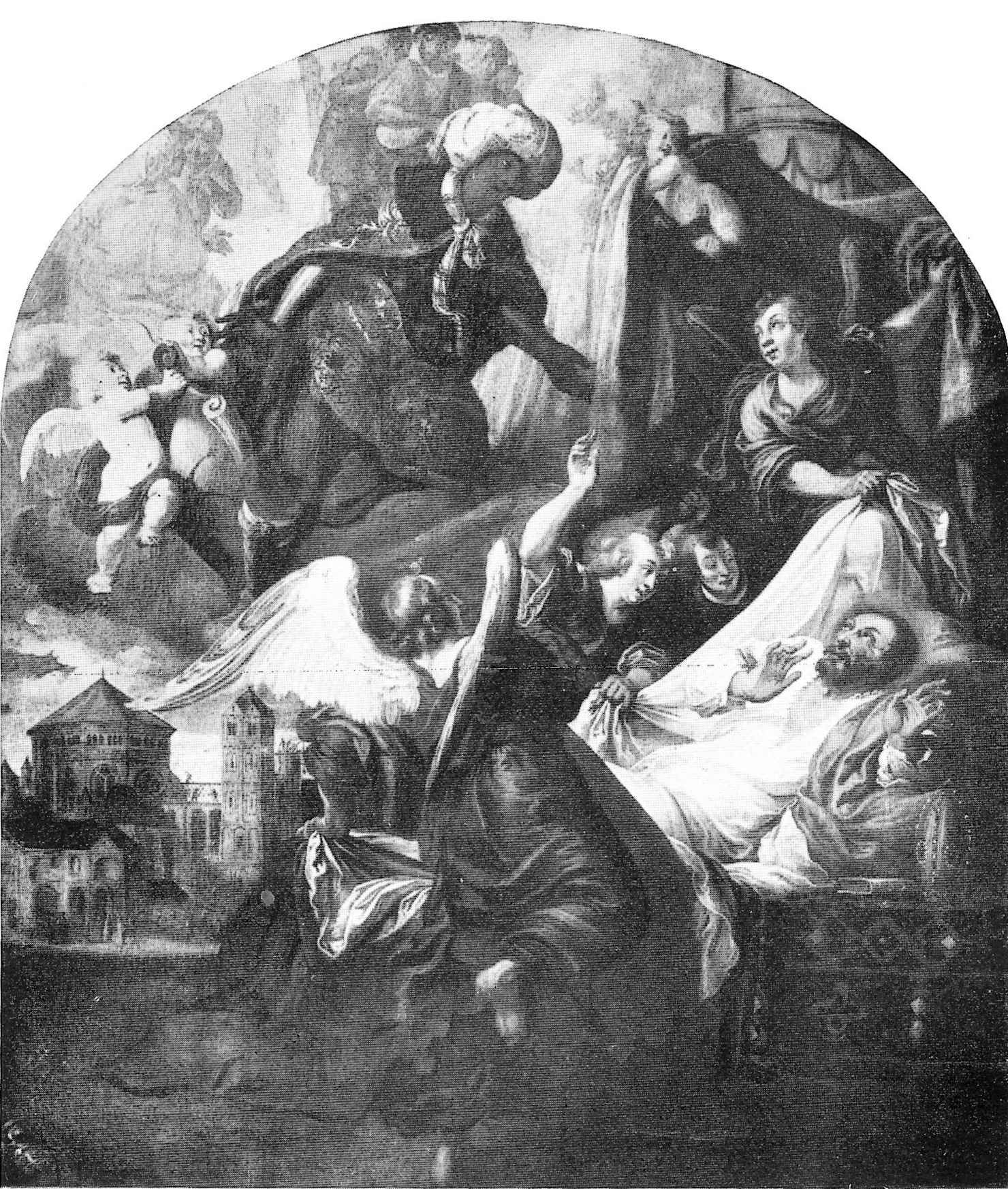
Traum des hl. Anno, Öl auf Leinwand, 2. Hälfte 17. Jh., St. Gereon.

Von Erzbischof Anno von Köln (um 1010–1075) wird berichtet, dass ihm die zahlreichen Angehörigen der Thebäischen Legion im Traum erschienen und sich über mangelnde Verehrung ihrer Reliquien „in der engen Krypta“ beklagt hätten. Die „glänzende Schar“ hielt über ihn Gericht und verurteilte ihn zu körperlicher Züchtigung, was sogleich vollstreckt wurde. Um weitere Albträume zu vermeiden, ließ Anno daraufhin die Kirche St. Gereon wesentlich ausbauen. Bei Grabungen unter dem Marmorboden der Kirche fand man schließlich auch das Grab des Gregorius Maurus, der in ein „purpurfarbenes Gewand“ mit feinem Goldgewebe gekleidet war.
Gregorius Maurus wird deshalb zusammen mit Gereon als Mitpatron der romanischen Kirche genannt, gelegentlich auch als Stadtpatron.
Ein großer, spätromanischer und silbervergoldeter Reliquienschrein des Gregorius Maurus, für den bereits in der zweiten Hälfte des 13. Jahrhunderts „kostbare Steine“ gestiftet wurden und der in einem Schatzverzeichnis von 1370 verzeichnet war, ging dem Denkmalinventar Paul Clemens zufolge vermutlich in der Franzosenzeit (1792–1815) durch Einschmelzung verloren. Er stand unter anderem zusammen mit einem ähnlichen Gereonsschrein im Bereich des Hochaltars der Kirche.
In der Mitte der Krypta stand mindestens bis 1824 auf sechs kurzen Säulen ein Sarkophag (Tumba) aus Marmor, in dem die unter Anno erhobenen Gebeine des Gregorius Maurus aufbewahrt wurden. Eine in der Nähe befindliche spätromanische Inschrift, die aus zwei zweisilbig gereimten sogenannten leoninischen Hexametern und einer in Prosa gehaltenen Beisetzungsnotiz bestand, lautete:

“PRINCEPS MAURORUM

GREGORIUS ALTA POLORUM

SCANDENS, AD MORTEM

DAT SEQUE SUAMQUE COHORTEM.

IN HAC TUMBA CONDITUM EST CORPUS

GREGORII PRINCIPIS ET MARTYRIS.”

„Gregor der Fürst der Mohren
besteigt die Höhe des Himmels,
da er sich und seine Legion
 dem Martertode hingibt.

In dieser Gruft ist beigesetzt der Leib
des Fürsten und Blutzeugen Gregorius.“

## Ikonografie
Ähnlich wie Mauritius wird Gregorius Maurus häufig – jedoch nicht immer – als Schwarzer („Mohr“) dargestellt. Solche Darstellungen finden sich ab dem 11. Jahrhundert, der Zeit der ersten Kreuzzüge. Diese ersten plastischen Darstellungen stammen aus einer Zeit, noch bevor einer der Heiligen Drei Könige sich in der Ikonografie als Schwarzer etabliert hatte.
Ein Höhepunkt der überlieferten Abbildungen liegt zwischen dem 13. und 16. Jahrhundert. Eine Bestandsaufnahme von Gude Suckale-Redlefsen aus dem Jahr 1987 listete 18 schwarze Gregorius-Maurus-Darstellungen auf, einige noch bis ins 17. Jahrhundert hinein. Der Heilige wird als Soldat oder Ritter mit den Attributen Turban, Schwert, Banner und Schild mit einem speichenartigen Kreuz dargestellt. Es scheint darüber hinaus eine Kölner Besonderheit zu sein, dass hier Mauritius meist als Weißer, Gregorius Maurus jedoch überwiegend als Schwarzer dargestellt wird. Auch wenn in einzelnen Kölner Darstellungen Gregorius Maurus nicht eindeutig über seine Attribute identifizierbar ist, ordnet Suckale-Redlefsen ihm einige unklare Darstellungen zu, wenn sie aus Köln stammen und den Heiligen als Schwarzen zeigen.
| Bild | Ort | Entstehungszeit        |
| ---- | --- | ---------------------- |
|      | Taufkapelle von St. Gereon, Köln: Wandgemälde. Links St. Gereon, rechts Gregorius Maurus | ca. 1245               |
|      | St. Gereon, Köln: Zwei Reliquienbüsten in der Sakristei, Gregorius Maurus und ein Gefährte. Die originale Fassung ist unbekannt, da sie durch eine aktuell tiefschwarze erneuert wurde. Weitere Attribute sind nicht vorhanden. | um 1300–1310           |
|      | St. Gereon, Köln, Krypta: Wandgemälde an der Nordwand des zweiten Jochs im Altarraum, ursprünglich mit Märtyrerpalme und Schriftband: „[MILITES HOC LOCO MAURI D]ECIES SEX CERQUE CENTUM [MARTYRII PALMAM RETULERE] ME DUCE GREGORIO“ | 13. Jh.                |
|      | St. Gereon, Köln, Sakristei: Glasfenster. | 1. Hälfte 14. Jh.      |
|      | Gemäldegalerie, Berlin: Altartafel des Marienaltars in St. Gereon, Meister des Gereon-Altars. Im Heiligenschein ist der Name genannt: SANCTUS GREGORIUS MAURU(S) | um 1420                |
|      | Germanisches Nationalmuseum, Nürnberg, ursprünglich vermutlich aus der 1803 aufgehobenen Pfarrkirche St. Brigiden. Altarflügel Hl. Gereon mit Gefolge. Zitat Suckale-Redlefsen: „Die Figur hinter Gereon trägt im Kraushaar eine Edelsteinkette und ein Ohrgehänge. Obwohl das eindeutige Kreuzzeichen fehlt, ist zu vermuten, daß es sich um Gregorius Maurus handelt.“ | um 1460                |
|      | Goldene Kammer von St. Ursula, Köln: Reliquienbüste eines hl. Mohren. Keine typischen Attribute, sondern Märtyrerpalme und entblößtes Schwert, möglicherweise nicht Gregorius Maurus, sondern ein anderer Soldat der Thebäischen Legion. | um 1500                |
|      | Pfarrkirche St. Margarethe, Brühl: Ursula-Schrein mit einer Hinrichtungsszene der Thebäer – auch hier mangels klarer Attribute eher unklar, ob Mauritius oder Gregorius Maurus abgebildet ist. |                        |
|      | Royal Collection, Buckingham Palace, London: Triptychon Marienkrönung mit Heiligenschar des Brügger Meisters von 1499. In der hinteren Reihe „der Kopf eines heiligen Mohren“ – Mauritius oder Gregorius Maurus. | ca. 1480–1500          |
|      | Privatbesitz/verschollen seit einer Auktion von 1919 in Brüssel: Triptychon St. Gereon und Gregorius Maurus mit Gefolge. möglicherweise aus dem Umfeld des Kölner Meisters von Sankt Severin. Anders als bei ähnlichen Abbildungen ist hier Gregorius Maurus im Bildvordergrund.                                                                                         | Anfang 16. Jh.         |
|      | Kölner Dom:Typologisches Christi-Geburt-Fenster | 1507                   |
|      | Alte Pinakothek, München: Hll. Anno und Gregor der Mohr, Anton Woensam. 1802 als Säkularisationsgut aus der Fürstbischöflichen Residenz Freising | 1520                   |
|      | St. Gereon, Köln: Retabel eines Renaissance-Altars in der Apsis der Krypta. Eindeutiges Erkennungsmerkmal ist das Kreuz auf dem Schild. | 1535                   |
|      | St. Andreas, Köln: Altarbild, Bartholomäus Bruyn der Ältere, links: Heiliger Georg, rechts: möglicherweise Gregorius Maurus, auch genannt: Mauritius oder Quirinus | 1540                   |
|      | Chor von St. Gereon, Köln: Altarbild des Sebastianusaltars (auch: Sebastiansaltar), Johann Hulsmann und Johann Toussyn zugeschrieben. Gestiftet von Alexander Symonis, Propst des Kunibertsstifts und Kanoniker in St. Gereon. | 1635                   |
|      | Kölnisches Stadtmuseum, Graphische Sammlung: Johann Toussyn, Geschichte der Patrone von Sankt Gereon zu Köln | 1646/1. Hälfte 17. Jh. |
|      | Kölnisches Stadtmuseum, Graphische Sammlung: Kupferstich: Die hl. Helena erhält von den Heiligen Gereon und Gregorius Maurus den Auftrag zum Bau der Kirche von St. Gereon. | 1646                   |
|      | Ehemals St. Gereon, Köln, wohl im Zweiten Weltkrieg verbrannt: Gemälde Traum des hl. Anno. | 2. Hälfte 17. Jh.      |
|      | Altarraum von St. Gereon, Köln: Büste des Heiligen Gregorius Maurus, Hermann Kessel zugeschrieben | 1683/1688              |

## Neuzeitliche Rezeption

### Mohrenstraße in Köln

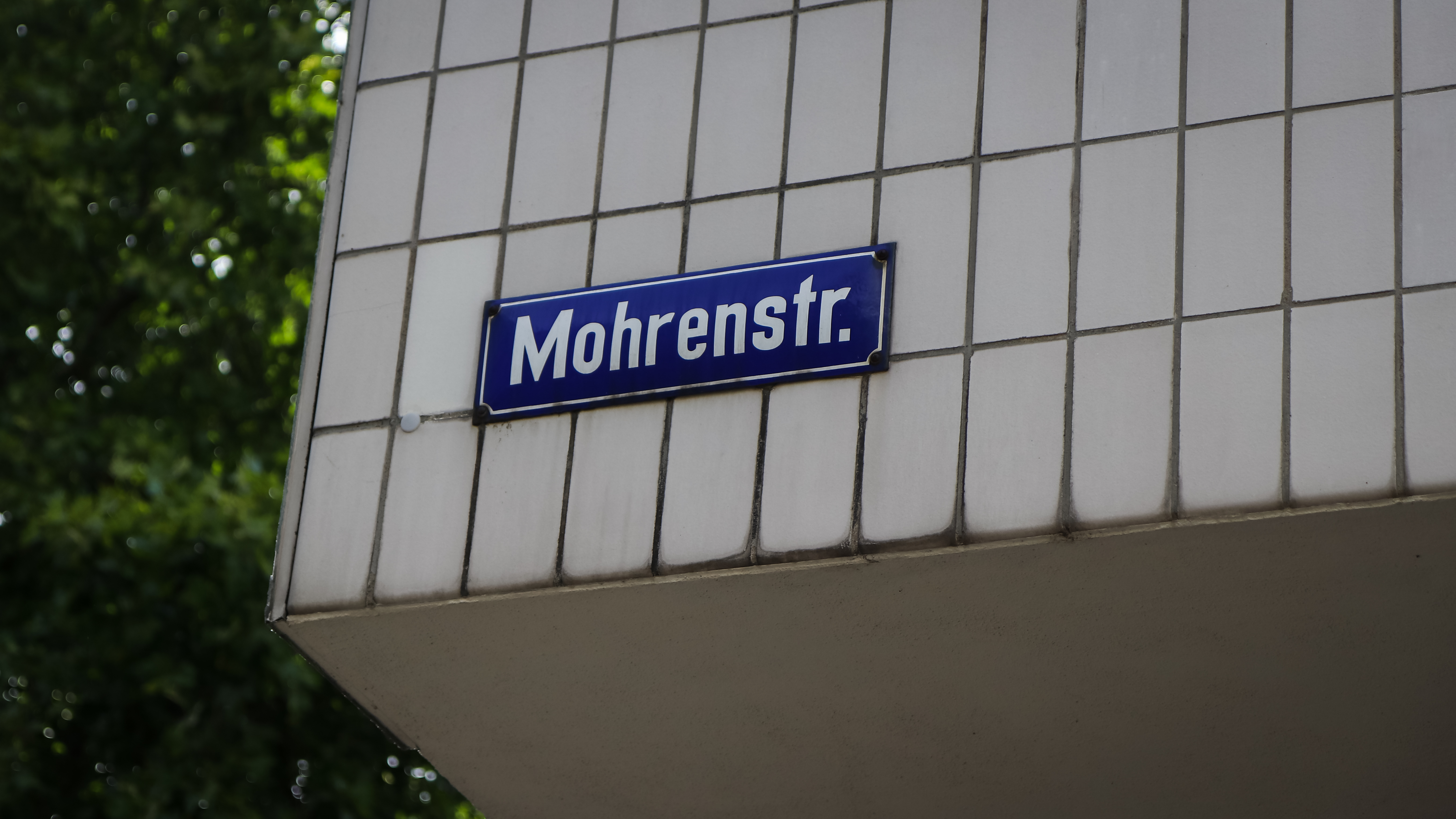
Mohrenstraße in Köln (2020)

Die Legende um Gregorius und die Thebäische Legion geriet in Köln nicht in Vergessenheit. 1844 erreichte der Kirchenvorstand von St. Gereon die Benennung einer neuen Straße in unmittelbarer Nähe der Basilika nach Gregorius – der ursprüngliche Vorschlag „Maurenstraße“ mündete schließlich in die Bezeichnung Mohrenstraße.
Im Zusammenhang mit Debatten um rassistische Straßennamen, die zum Teil aus der Kolonialzeit stammen oder sich auf sie beziehen, geriet 2020 auch die Kölner Mohrenstraße in die Diskussion. Während von einigen die Umbenennung gefordert und ein entsprechender Antrag an die Bezirksvertretung vorbereitet wurde, wiesen andere auf die nicht-kolonialistische Herkunft des Straßennamens hin. Auch der Hinweis, dass gerade die Vorstellung eines Schwarzen als Heiligem den verbreiteten Eurozentrismus und die Vorstellung von „weißen Heiligen“ relativiere, wurde vorgebracht. Die Afrikanistin Marianne Bechhaus-Gerst hält es zumindest nicht für unwahrscheinlich, dass eine Reihe von rheinländischen Kirchenpatronen Schwarze waren. Allerdings wies sie auch darauf hin, dass der Begriff „Mohr“ in jedem Fall, unabhängig von der Etymologie, unzeitgemäß und diskriminierend sei und eine Umbenennung somit sinnvoll. Neben einer vollständigen Änderung der Widmung – zum Beispiel nach einer „schwarzafrikanischen Menschenrechtsaktivistin“ – kam auch der Vorschlag auf, die Straße in „Gregorius-Maurus-Straße“ umzubenennen. Diesem Vorschlag wurde von der zuständigen Bezirksvertretung 1 (Innenstadt) am 7. März 2024 auch zugestimmt.
Mit Beschluss vom 5. September 2024 wurde die Umbenennung durchgeführt.